# Loulani csata
A Loulani csata (樓蘭之戰; népszerű magyar átírásban: Loulan) jelenti a legkorábbi kínai katonai vállalkozást Közép-Ázsia területére. A Han dinasztiával ellentétes Loulan és Jushi (Csüsi) kapcsolatot tartott fenn a hsziungnukkal. A hanok támadást indítanak, letartóztatják Loulan királyát, amivel megsértették Jushit. A háború ötlete Wusuntól (Vuszun) és Ta-Yuantól (Ta-Jüan) származott és a Han birodalom közép-ázsiai megszilárdítását is jelentette.

## Következmények
Loulan i. e. 77-ben elpusztult, ahogy utolsó királyát, Anguit (Ankuj), egy találkozó alatt meggyilkolta Fu Jiezi (Fu Csiece) két embere. A han udvar magánál tartott a rokonai közül egyet, Weituyan-t (Vejtujan), hogy pozícióját megtartsa. Megváltoztatta a nevet Loulan Shanshan-ra (Loulan Sansan) és ugyanebben az évben a főváros dél nyugatra, Wuni (Vuni) városába települt, és már nem Lop Nur-ban volt megtalálható.